# Мостик снизу
Мостик снизу (◌̪) — диакритический знак, используемый в Международном фонетическом алфавите.

## Использование
В МФА используется для обозначения зубных согласных. Был введён в 1927 году, её форма была выбрана напоминающей зубы.
В варианте транскрипции Дания 1925 года также обозначал зубные согласные.
В транскрипции журнала Anthropos обозначает боковые фрикативы и аффрикаты; вместо него может использоваться тильда снизу (◌̰).